# Szaniszló (település)
Szaniszló (románul: Sanislău, németül: Stanislau) község Romániában, Szatmár megyében. A megye egyik legnyugatibb községe, DN19-es főút (Románia) majd a DJ47-es út mentén található, vasútvonal is áthalad a község területén. 

## Fekvése
Szatmár megye északnyugati részén, a román–magyar határ közelében fekvő település. Szatmárnémeti 55 km, Nagykároly 16 km, Ömböly 12 km távolságra található.
Szomszédos települések: Mezőpetri, Csomaköz, Piskolt, nyugaton Magyarország. 

## Története
Szaniszló nevét 1306-ban említette először oklevél Terra Zoyzolu alakban írva, ekkor Banay Pál fiának, Miklós mesternek a birtoka volt, és határos volt Várcsomaközzel. A falu később a váradi káptalan kezére került, mert 1338-ban a Gutkeled nemzetséghez tartozó Báthori András váradi püspök e birtokát is elcserélte a Báthoriak Zaránd vármegyében fekvő Csuba és Szinta nevű birtokaival. A települést 1347-ben Poss Zanyzlaw írásmóddal a Báthoriak egyik perével kapcsolatban említették az oklevelekben. 1352-ben puszta volt, ekkor a Kaplon nemzetségbeliek osztoztak meg rajta. 1446-ban nevét Stnyzlo alakban írták, és a Kaplon nemzetség birtokai közé tartozott. A 15. század elején a Kaplon nemzetségből származó Károlyi család birtoka volt, azonban mellettük még a Reszegeieknek is volt itt részbirtoka a 14. század közepétől. A 16. században a Báthori család szerezte meg, és az ecsedi uradalomhoz csatolták. A szatmári békéig az ecsedi uradalom sorsában osztozott, s ekkor a báró Bánffyaké lett. Azonban amikor a gróf Károlyi család a 162 községből álló ecsedi uradalmat is megvásárolta, Szaniszlót is megszerezte: 1746-ban Szaniszló egyik felét Rákócziné fiától, a másik felét a kincstártól 1776-ban. A II. Rákóczi Ferenc-féle szabadságharc idején a környék települései közül Szaniszlóról álltak be legtöbben a kuruc seregbe: 27 helybéli lakos vonult be az erdélyi fejedelem csapataihoz. A szomszéd településekhez viszonyított védettebb helyzete miatt Szaniszló kevésbé sínylette meg a háborús időket, a hadak elől elmenekült lakosok két hétnél rövidebb idő után visszatérhettek otthonaikba. A Rákóczi-féle felkelés leverése után, Szatmár vármegye és Északkelet-Magyarország legnagyobb birtokosa a Károlyi család lett. Birtokainak jelentős hányadát az Ecsedi uradalom képezte, amelyet Károlyi Sándor vásárlás útján szerzett meg két részletben, 1746-ban és 1758-ban. Bár Szaniszlón nem került sor tömeges sváb betelepítésre, ide is jelentős számú sváb család költözött a 18. század második felében, leginkább a szomszéd falvakból.[1] Más, szomszédos falvakkal ellentétben a falu lakossága nem költözött el a svábok letelepítésekor, ezért Szaniszló mind a mai napig vegyes lakosságú maradt, ahol több nemzetiség és vallás él együtt.
1848 egész Európát átfogó forradalmi hangulatában Szatmár vidékének jelentősebb tömeget megmozgató eseményére Szaniszlón került sor, a társadalmi követelések megnyilvánulásaként. A forradalmi országgyűlés jobbágyság eltörlését kimondó határozatának köztudomásra jutása után a falu lakói nem várták meg a gyakorlati végrehajtás szabályozását, hanem önkényesen elfoglalták a földesúr birtokait. A mozgalom erőszakos konfliktusba torkolt, amelyet karhatalmi beavatkozással hamarosan levertek, a parasztok vezetőit pedig letartóztatták.[2] A 19. század végén és a 20. század elején Szaniszló a szatmári román nemzeti mozgalom területi központjává vált. A településről származott vagy itt tevékenykedett több, országosan ismert kulturális személyiség.

### Svábok betelepítése
Szaniszlónak 1779-ben csak oláh és magyar lakosai voltak, a Károlyi uralom jobbágyai 210 házzal s ugyanannyi úrbéri telekkel rendelkeztek a községben. Svábok csak 1786-tól tartózkodnak a helységben. Az 1786-1791-ig terjedő időben 60 sváb lakos szerepel Szaniszlón. Ezek közül a szomszédos sváb községekből költözött be 51 (még pedig Mezőpetriből 29, Nagykárolyból 8, Mezőfényről 10, Csanálosról 2, Krasznasándorfaluból 1, valamelyik sváb községből 1), külföldről érkezett új telepes volt köztük 9 (1786-ból 2, 1788-ból 4, 1789-ből 2, 1790-ből 1). Szaniszló tehát sváb lakosainak felét Mezőpetriből nyerte. 
Az ecsedi Báthory család ősrégi birtoka. 1475-ben Báthory István vajda Szaniszlón a Tótutcában egyik vitéz harcosának egy házat ajándékozott. Szaniszló története különben Ecsedével azonos. 1724-ben Szaniszló teljesen a kincstáré volt és 16.793 forintra és 40 krajcárra becsülték fel. Károlyi Ferenc 1748 ápr. 6-án az u.n ecsedi vétellel szerezte meg Szaniszlót a kincstártól és a gróf Károlyicsalád az 1776 nov.2.-i ecsedi donáció alapján a tizedet is megkapta.( V.ö. Ébke Gábor és Pettkó Béla idézett művének I kötetét, 38- 39. old).A protestánsok 1562-ben a régi templomot elfoglalták és a plébánia megszűnt működni. 1800-ban a plébánia-hivatalt újra visszaállították és ez évből valók az első anyakönyvek is. Mindaz ideig Szaniszló Mezőpetri fiókegyháza volt. 
Az új sváb telepesek sok költségbe kerültek az uraságnak, úgyhogy a kiadások legalább is egyelőre nem állottak arányban az elért eredménnyel. Lehetséges hogy később megtérültek volna ezek a költségek. Somogyi Ferenc a nagykárolyi jószágfelügyelő ez okoknál fogva 1788 július havában Károlyi Antal gróf elé egy tervezetet terjesztett, amelynek értelmében az áttelepítések az uraságnak semmi vagy csak igen kevés költségbe kerültek volna. Ez a kevés költség is megtérült volna még a telepítés évében, vagy rövid idő múlva, ezenkívül az uradalom még nagy hasznot is húzhatott volna a dologból.Somogyi Ferenc hivatkozott a szaniszlói új sváb telepítés példájára. Szaniszlón ugyanis 1788 nyarán már körülbelül 40 sváb gazda lakott, akik az uraság költsége nélkül szállottak oda. Ezek a svábok jobban művelték a földjeiket , mint az oláhok s ezért nagyobb termésük után több kilencedet tudtak adni az uraságnak. Nagyobb számú igavonó állattal rendelkezvén, úrbéri szolgálataikat is alaposabba és lelkiismeretesebben tudták végezni. Adóikat végrehajtás nélkül pontosan fizették. Az uradalom tehát nagy hasznot merített a telepesekből, holott költsége nem volt vele. A szaniszlói svábok ezenkívül a mérnök által kimért egyenes utcasorban szép nagy házakat kezdtek építeni, ezzel a község díszére vált a környéknek. Somogyi e tervezetben azt javasolta Károlyi Antal grófnak, hogy engedje a svábokat szabadon költözni azokba a községekbe amelybe nekik tetszik.[1] Szaniszlón 1792- 1802-ig 89 új sváb telepes él.[2] (168. old Vonáz…)
Szaniszlón 1828 őszén 29 sváb gazda és 28 zsellér lakott. A gazdák közt volt 18 régi lakos illetve 15 régi zsellér a többi a környező sváb településekről költözött be. Szaniszló férfi lakosainak száma 238 volt (ezekből 57 sváb). A község mint ilyen semminemű szántófölddel vagy jövedelemmel nem rendelkezett, amelyből a közadó fizetését fedezhette volna s így ezt a lakosoknak személyenként kellett viselniök.[3] Ez az 1828 szeptember 25.-i összeírásban szerepel amely az 1827-i VII. törvénycikkely és országos utasítás értelmében a palatínus (nádori) porták célirányosabb felosztása végett a járási főszolgabírónak és az adózó közönség által választott községi elöljáróságnak a jelenlétében készült. A községi elöljáróság csupa magyarokból és oláhokból állott, sváb nem volt köztük. 
A 20. század elején gróf Károlyi József volt itt a legnagyobb birtokos. Szaniszló a 20. század elején Szatmár vármegye Nagykárolyi járásához tartozott.

### Svábok deportálása1945
A II. világháború végén, 1945-ben Szaniszlón alakították ki azt a gyűjtőtábort, ahová a környező települések sváb nemzetiségű lakosait internálták, mielőtt a Szovjetunió munkatáboraiba deportálták volna őket. 1945 januárjában, Sztálin parancsára a szövetséges győztes nagyhatalmak hallgatólagos beleegyezésével egy idejében és kellőképpen kidolgozott akció keretében a második világháborúban vállalt bűnrészességgel vádolva, mintegy 70 000 embert hurcoltak el Romániából. Szatmár megyéből, 5000 személyt, Szaniszlóról pedig több mint négyszázat, egyes becslések szerint közel ötszázat. Nőket, férfiakat vagoníroztak be és vittek el több ezer kilométernyi távolságra, málenkij robotra. A legembertelenebb körülmények közé kerültek. Egy idő után, hogy a követelt létszám meglegyen, már nem számított a származás, nemcsak a svábokat, hanem románokat és magyarokat is vittek.[1]

## Napjainkban
A közigazgatási egység alapvető megélhetési forrása a mezőgazdaság, és azon belül is a szántóföldi növénytermesztés illetve állattenyésztéssel is foglalkoznak. Kiterjedt erdőség található a területén, elsősorban akácos, mely méhészeti értékén kívül vadakban gazdag terület is. Kisebb ipari és kereskedelmi egységek is működnek a községben, melyek munkalehetőséget biztosítanak az ott élők számára.
2014. szeptember 21-én elkészült az Ömböly felé vezető út.

## Régészeti leletek[1]
Szaniszló területe különösen gazdag régészeti leletekben, ez a tény nagy népsűrűségű települések létére utal. Az első, emberi jelenlétre utaló nyomok a kőkorszakból származnak. Ezeket az újkőkori leleteket 1987-ben fedezték fel a Szaniszló-Horea út bal oldalán árokásás közben. A rézkorszakból származnak azok a hegyes bütykökkel ellátott kerámiatöredékek (valamint egy teljesen ép edény is), amelyeket a volt termelőszövetkezet udvarán, valamint a Reszege félő vezető vasútvonal melletti gyümölcsös területén fedeztek fel. A rézkorszak végéről (Baden kultúra) származik több edény, melyeket 1968-ban, a víztorony építésekor találtak a volt agrárgazdaság udvarán. Szaniszló területéről a legtöbb régészeti lelet a kora bronzkor idejéből származik (Kr. e. III. évezred, valamint a Kr. e. II. évezred első századai). A Homokos Domb (Nisipărie) lelőhelyen talált régészeti anyag sajátosságai indokolták, hogy a település nevéről egy önálló régészeti műveltséget „Szaniszló csoport”-nak nevezzenek el. 
A lelőhely a község nyugati részén, Horea falu felé esik, itt 1967 és 1968-ban egy település nyomait tárták fel, valamint hat, érdekes mellékleteket tartalmazó sírhelyet. Kora bronzkori leletek a község más pontjairól is előkerültek: a tsz istállók udvaráról, az ortodox temető mellől és a Csomaköz szélén fekvő kertek területéről is. A Csomaköz felé vezető út közelében elterülő magasabb terasz szélén, a Cserepes (La Hârburi) ponton, egy Ottomány kultúrába (Kr. e. 2000 – Kr. e. 1400) tartozó középső bronzkori településre bukkantak. Itt egy teljesen ép edény, valamint egy bronz karperec is előkerült, amelyek valószínűleg egy sírból származtak. A beszámolók szerint ugyancsak itt került elő egy szépen díszített arany karkötő is, amely sajnos időközben elveszett. Ottomány típusú cserepeket a régi tsz kertjében, a Halastó mellett is találtak. A község több pontján a bronzkor végéről és a kora vaskorból származó leleteket találtak. Ezeket a Kr. e. 1100-750 időszakban élő Gáva (egy északkelet-magyarországi település) régészeti kultúrába sorolták. Ez a műveltség nagy területeket fogott át a Közép-Duna vidékétől a Prutig. 
1968-ban gyümölcsös telepítése közben, a falutól 4 km-re, a Reszege felé vezető vasútvonal közelében fedeztek fel egy igen érdekes, ehhez a műveltséghez kötődő temetőt. Először a terület irtásakor két szépen díszített melltűt (fibulát) találtak, majd a gyümölcsös telepítését megelőző mélyszántás során több nagyobb méretű kerámiatöredék került a felszínre. Az itt elvégzett régészeti mentőásatás megállapította, hogy ezen a területen egy hamvasztásos temető lehetett. A temetkezési urnák és a melléjük rakott edények kannelúrázott díszítéssel rendelkeznek, és vagy teljesen oxidált égetéssel készültek, vagy úgy, hogy egyik oldalukon fényes fekete színük legyen, míg a másik oldal téglavörös maradt. A temetőhöz közel fedezték fel az ehhez a műveltséghez tartozó települést. Ugyancsak a Gáva kultúrához tartozó kerámiatöredékek kerültek elő még a Cserepes (La Hârburi) nevű helyen is, ami arra utal, hogy itt egy másik település is volt. A régészeti kutatások hiánya miatt nem tudhatjuk biztosan, hogy a Cserepesen talált település egykorú vagy későbbi volt-e, mint a gyümölcsösben felfedezett. Valószínűleg ebből az időből származik az a bronzbalta is, amelyet Leontin Seiche kertjében találtak, és a szaniszlói iskola gyűjteményében őriznek.
A Szaniszló község területén előkerült leghíresebb lelőhely a Homokos Domb („Nisipărie”) nevű dűnén felfedezett temető. Ezen a dűnén Merényi történelemtanár fedezett fel egy hamvasztásos sírt, majd az 1967-1968, 1974, 1976, 1979. évi, szisztematikusan végzett mentőásatások 71 sírt hoztak felszínre a Kr. e. 550-350 közötti időszakból. A sírok fedeles urnákból álltak, amelyekben a hamvasztás után keletkezett elszenesedett maradványokat – az elhunyt csontmaradványait, ékszereit és öltözetének fém kiegészítőit – helyezték el. A temetőben felfedezett leletek alapján határozták meg és nevezték el a Románia északnyugati vidékén élő, a korai vaskor késői periódusából származó régészeti műveltségét, a Szaniszló-Nyír kultúr- csoportot. E műveltséghez tartozó jellegzetes sírt fedezett fel 1982-ben Augustin Horilă, egy fűrészmalom építése során, a volt tsz udvarán. A Szaniszló-Nyír kultúrcsoport által meghatározott helyi lakosság mellé Kr. e. 350 körül kelta csoportok érkeztek. Ez az Európa nyugati feléből érkező népesség számos emléket hagyott maga után Nagykároly környékén. így Szaniszló területén is, ahol egy agyagkitermelő gödörben a római katolikus temető kápolnájának közelében egy kelta temetőt fedeztek fel. 1965-ben Vlad Zirra és Németi János végzett régészeti ásatásokat, melyek során 22 sírt fedeztek fel, majd később további két temetkezést sikerült megmenteni.
A római kor kevésbé ismert Szaniszló község területén. Valószínű, hogy az itteni telepek jellege azonos a szomszédos Csomaközön feltártakéval, mivel gyakorlatilag ugyanabba a földrajzi kistérségbe tartoznak. A Decebalus idejében zajló dák-római háborúk nem érintették konkrétan Szaniszló község területét. A kutatások mai állása szerint nem tudjuk meghatározni, melyik barbár populáció élt ezen a vidéken. Mindössze egyetlen római pénzérem, Vespasianus császár dénárja került elő a község határából, amely jelzi, hogy ebben az időszakban is lakott volt ez a terület. A késő római kor és a népvándorlás kor kezdetén a Kárpát-medence keleti részén sok helyen észlelhető a régészeti felfedezések lelőhelyek számának emelkedése, ami közvetve a lakosságszám növekedésére utal. Ez a növekedés azzal magyarázható, hogy a hunok Kelet-Európába nyomulásával több népcsoport elhagyta lakóhelyét. A Homoksor utcában talált kerámiatöredékek egy ebből az időszakból származó település létére utalnak, továbbá egy csontvázas sírt találtak a termelőszövetkezet udvarán, ami valószínűleg egy temető létére utal. 
Kutatások hiányában nehéz leírni a népvándorláskor időszakát Szaniszló község területén. Mindössze a Kovács György berei református lelkész gyűjteményében található néhány kerámiatöredék tanúsítja, hogy a vidék lakott volt a VI-VII. század folyamán. A hamuszürke, korongolt, fényezett kerámia mellett jelen van az érdes is. A települések a római katolikus kápolna, a Homokos vagy a termelőszövetkezeti istállók környékén voltak. A Horeára vezető út mellett, kanálisárok ásása közben kerültek elő olyan kerámiatöredékek, amelyek VII-IX századi településre vallanak. A kora középkor idejéből, a X-XIII. századból mindössze egy települést ismerünk, a Legelő környékén. / Szőcs Péter Levente (szerk.): Sanislău. Ghid cultural şi istoric (Satu Mare, 2010) 2-4-6-8-10-12-14. oldal

## Népessége
Szaniszló település a 18. századig tiszta magyar lakosságú volt, és mezővárosi kiváltságai voltak. A gróf Károlyiak idejében katolikus németek és oláhok telepedtek be a szomszédos településekről. 1910-ben 1152 lakosából 221 magyar, 87 német, 843 román volt. Ebből 27 római katolikus, 896 görögkatolikus, 214 izraelita volt. Szaniszló lakosainak száma a szatmári püspökség sematismusai alapján: 1808-ban 340 római katolikus, 1912-ben 1826 római katolikus, 2099 görög katolikus, 705 református, 7 lutheránus, 185 izraelita,1930 ban 1948 római katolikus, 5132 görögkatolikus, 10 görögkleteti, 685 református, 274 izraelita, 1992 -es népszámlálási adatok szerint 5596 lakos, 2102 román, 3062 magyar, 272 német, 160 cigány. (Ghid micromonografic al localitatilor jud. Satu Mare).
Lakosainak száma a 2002-es népszámlálás adatai szerint: 5195 fő. Ebből magyar: 2830, román: 1885, német: 119, roma: 345. A községet 2004 óta három falu alkotja: Szaniszló (Sanislau) a községközpont, Újmárna (Marna Noua) és Károlyipuszta (Horea) a községhez tartozó települések megközelítőleg 10 km távolságra vannak. Területe 7478 ha, melyből belterület 587 ha.[1] Etnikai megoszlás 2011 –ban az Erdély etnikai és felekezeti statisztikái a népszámlálási adatok alapján, 1852-2011. Varga E. Árpád 2002-től kiegészített adatsorai[2] Szaniszló község: 3515 lakos melyből 1528 román, 1378 magyar, 407 roma, 121 német, 80 nem nyilatkozott Szaniszló település: 3033 lakos melyből 1069 román, 1374 magyar, 407 cigány, német 121, nem nyilatkozott 61. Felekezeti megoszlás: 3515 összlakosból 1532 ortodox, 1315 római katolikus, 477 református, 30 görögkatolikus, 68 baptista, 3 adventista, 6 jehovista, 77 nem nyilatkozott. Anyanyelvi megoszlás: 3515 összlakosból 1510 román, 1920 magyar, 10 német, 73 nem nyilatkozott.[1]

## Közlekedés
Nagykároly-ból autóbusz-járatokkal, illetve vonattal is meg lehet közelíteni. 
A települést érinti a Nagyvárad–Székelyhíd–Érmihályfalva–Nagykároly–Szatmárnémeti–Halmi–Királyháza-vasútvonal.

## Növényzete és állatvilága
Szaniszló község területe a Nagykárolyi síkság  és a Nyírség találkozásánál fekszik, az őskorban a Mogyorós patak mocsaras völgye választotta el a két földrajzi tájegységet. A völgy teraszai kiváló lehetőséget biztosítottak az őskori és az ókori települések kialakulásához. A község mai határának keleti részén jó minőségű, mezőgazdasági művelésre alkalmas földek terülnek el, míg a nyugati részen észak-déli tájolású homokdűnesorok vonulnak. A dűnék közötti sekély, gyakran mocsaras síkságok az év minden szakaszában gazdag legelőket biztosítottak az állatállománynak. Az egykori források szerint voltak közöttük olyan legelők, amelyeket tavasszal is használhattak, a mocsár alatti talaj kemény volt, ezért az állatok akár térdig érő vízben is legelhettek.[1] 
A régió változatos élővilágnak ad otthont, ami nem csupán az itt előforduló állat és növény fajok nagy számával jellemezhető, de a jellegzetes élőhelyek törékenységével és adott esetben szűk elterjedésével is. A kiterjedt mezőgazdasági területek közt több kisebb folt található, mely számos természeti ritkaságot őriz. A környék jellegzetes természeti képe még a jégkorszak végén alakult ki a Tisza, Szamos és a Kraszna folyók hatalmas homokhordalékain. A domborzatot a szél lassan átalakította a mai jellegzetes tájjá. 
Az állatvilág jellegzetes képviselői ezen a tájon a fürge gyík, az itt szinte mindenhol jelen lévő ürge valamint a világ veszélyeztetett fajaihoz tartozó földi kutya is. Az Európában őshonos ürge könnyen felismerhető arról a szokásáról, hogy két lábra állva fütyül egy ragadozó, például egy gólya vagy egy nagyobb testű ragadozó madár láttán. A legelők és a füves sztyeppék jellegzetes élőlénye, főleg magvakkal, termésekkel, bogarakkal és gyökerekkel táplálkozik. A puha, agyagos vagy homokos talaj ideális járataik kialakításához. Az elmúlt évtizedek során az ürgepopuláció hanyatlásnak indult, elsősorban a sztyeppés területek felszántása és a földek gépi művelése miatt de a legeltetés visszaszorulása után elvadult magas fű sem kedvező számára. Ennek ellenére a Nagykárolyi síkságon még ma is jelentős populáció él, melynek fennmaradását ma egy európai jelentőségű védett terület biztosítja. Ez a Vermes-mocsár.

## Nevezetességei, templomai, gyülekezetei

### Római katolikus templom
- A 18. század végén több sváb család telepedett le Szaniszlón, akik a környező falvakból érkeztek. A község 1720-1785 között Mezőfény filiája volt, majd a Mezőpetri plébános látta el 1800-ig, amikor újra megalakult a római katolikus egyház, mely 1562-ben a reformáció alatt megszűnt. 1800-ban a plébánia-hivatalt újra visszaállították és ebből az évből valók az első anyakönyvek is.1799-ben a katolikus hívek egy tágas helyiséget építettek istentisztelet céljára, amelyet negyed évszázadon keresztül használtak. A mai templom építését a Károlyi család már 1816-ban elkezdte, de csak 1824-re készült el, amikor Nepomuki Szent János tiszteletére fel is szentelték. Nem volt azonban hosszú életű, hiszen az 1829-ben kezdődött földrengéssorozat nagyon megrongálta, az 1834-es földrengés pedig romba döntötte. 1841-ben gróf Károlyi György építtette fel újra a templomot, amit ezúttal Szent György tiszteletére szenteltek. A hívek számának növekedése szükségessé tette, hogy a templomot kibővítsék.
- 1917-ben megkezdték az előkészületeket a munka elvégzésére, de a háború miatt csak 1925-re sikerült a munkát befejezni. Alig egy évtized múltán, egy súlyos károkat okozó földrengés után az épület már alapos renoválásra szorult. 1925-ben kibővítették, a templom ekkor kapta mai arculatát. A négyszögű torony a hajó nyugati homlokzatába épült be, a szentély félköríves A hajó és a kereszthajó találkozását a tetőn kupolával emelték ki, amelyen lanternás torony áll. A templombelsőt az oltár fehér, aranyozott díszítésű márvány építménye uralja, formája egy homlokzatét imitálja, fölül háromszögű timpanonnal. Az oltárkép Szűz Máriát, a templom védőszentjét ábrázolja.A templomot Újházi Sándor tervei alapján renoválták. Ezt követően Bódi Endre ismét kifestette a templom belsejét. A templomot felújítása után Szent György helyett Kisboldogasszony védelmébe ajánlották. A templom főoltárát egy festmény díszíti, Szűzanya karján a kis Jézussal. A szentélyben egy szentet alakító szinesüveg-vitrália látható.
- Szoborcsoportot képeznek a Szent Vendel, Szűzanya, Szent Antal, Assisi Szent Ferenc, Kis Szent Teréz, Szent József és Jézus szíve szobrok.
- Egy nagy plakett örökíti meg az 1914 márciusában született Szaniszlón Vizer György papot, aki később a Vezér György nevet vette fel pálos szerzetesként, a kommunista hatalom a hitéért 1951 augusztus 3-án kivégeztetett, vértanúként emlékeznek meg a falu hívei a falu szülöttjére. A szentélyt egy hatalmas freskó borítja, a felsőrészen a Szentháromság, alatta az Oltáriszentség, körülötte szentek, angyalok és egyszerű emberek láthatók. Oldalt több kicsi freskó látható, említésre méltó közülük a tékozló fiú és az irgalmas szamarítánus freskók.
- Szaniszlónak jelenleg megközelítőleg 1000 katolikus híve van. A templomnak kórusa is van, a falu népe buzgó hitéletet él, több rózsafüzér társulat, Mária Légió és Jézus Szíve család működik. A Szaniszlói Kisboldogasszony tiszteletére felszentelt plébánia a Nagykároly II. esperesi kerületéhez tartozik. A templombúcsú ünnepét szeptember 8-án tartják, de február 11-én is tartanak kis kírbájt a Lourdesi Szűz anya tiszteletére, örökös szentségimádási nap május második vasárnapja.

### Református templom
A falu középkori templomát 1338-ban említik legkorábban, Szt. Márton titulussal. Valószínűleg az Árpád-ház|i királyok idején épült, amelyet a reformátusok a hitújításkor elfoglaltak. A helyi római katolikus egyházközség 1562-ben szűnt meg, ekkorra a római katolikus hívek legnagyobb része már áttért a református hitre.
Szaniszló mai református templomának építési ideje ismeretlen, az épület tájolása, a szentély sokszögzáródása és a külső támpillérek engedik sejteni a templom középkori eredetét. A templomot körbetámasztó támpillérek nem csak szerkezeti stabilitást adnak az épületnek, hanem sokszor fiatornyok alátámasztására is szolgáltak. A külső pilléres megerősítés lehetővé tette a benti terek szabaddá válását, aminek köszönhetően magasabb terek jönnek létre és ezzel egyidejűleg kikerülnek a belső terekből a tartóoszlopok. A síkmennyezetes teremtemplomnak a déli oldalán is van bejárata, ami szintén utalhat középkori eredetre, szentélye és lépcsőzetes támpillérei jelzik gótikus stílusát.
Az 1834-es földrengéskor súlyosan megsérült, a torony is leomlott s hogy megóvják a templomot egy újabb katasztrófától a magas faláról leszedtek egy ölet s ebből a téglából raktak a templom fala mellé hat támaszoszlopot, melyek ma is megvannak. A templom tornyát 1869-ben emelték. Berendezése 19. századi, klasszicista formákat mutat. Érdekes megoldás, hogy a hajó nyugati sarkain és a torony két sarkán nem támpilléreket, hanem henger alakú oszloptámokat alkalmaztak. 
Három harangja van, kettő 1926-ból, egy 1815-ből, mind a három harang használható állapotban van. A legnagyobb harang 300 kg-os, átmérője 190 cm, magassága 75 cm, felirata „Közadakozásból készítették a szaniszlói reformátusok 1926-ban” . A középső 150 kg-os, átmérője 55 cm, magassága 46 cm a következő felirattal: „A szaniszlói eklézsia öntette a maga költségén 1815-ben" . A kisharang 100 kg-os, átmérője 45 cm, magassága 42 cm, melynek a felirata „Közadakozásból öntették a szaniszlói reformátusok 1926-ban” Ezek a harangok 1869-ig falábakon álltak. Levéltári adatok szerint a következő munkálatok történtek:
1786-ban felújították a templomot és vizitációt illetve gyűlést szerveztek.[forrás?]
1898-ban renoválták a templom külső részét.
1904-ben közadakozásból orgonát készített a gyülekezet s ezzel megszűnt a régi diktálás utáni éneklés.
1942-ben kisebb javításokat végeznek a templomon kívül és belül, lemeszelték a falakat.
1946-ban nagyszabású belső renoválás történt, melynek során új mennyezet készült. Mozaik lapokat raktak le és kifestették a templom belsejét, továbbá más, kisebb javításokat végeznek közadakozásból.
1950-ben a torony és templomtető festését, a fal leverését, vakolását és meszelését csináltatta meg a gyülekezet, részben közadakozásból, illetve nagyobb részt az eladott egyházi homokos földek árából.
1955-ben a vihar által megrongált tornyot kellett helyreállítani, új faszerkezettel ellátni és festeni. Ugyanekkor villámhárítót is szereltek fel a templomra.
1957-ben külső renováláson esett át a templom.
1964-ben a gyülekezet közadakozásból bevezettette az elektromos áramot a templomba.
1972-ben végezték a legnagyobb méretű külső renoválást, amikor a tornyot és a templomtetőt javították, lefestették, új gömböt helyeztek a toronyra, kicserélték a villámhárító drótját. A falak régi vakolatát leverték, a gyülekezet tagjai ezekből a munkálatokból lelkiismeretesen kivették a részüket. Helyi kőművesek segítségével felújították az egész templomot. Mindezt közadakozásból valósították meg. A helybéli római katolikus egyház, minden ellenszolgáltatás nélkül rendelkezésükre bocsájtotta az állványozáshoz szükséges faanyagot.
1982-ben a templom toronyszerkezete lett kijavítva, új bádog lemezt helyeztek rá.
1988-ban belső renoválásokat végeztetett a gyülekezet közadakozásból.
2005 – 2008 között történt javítások során a templom bádog födémje volt lefestve.
2008 júliusában, hatalmas vihar vonult át a falun, ami nem kímélte a toronygömböt. A gyülekezet adományaiból sikerült helyrehozni az okozott károkat. Visszahelyezték a toronygömböt és a viharban megsérült villámhárítót is kicserélték.
2012-ben a templom kívülről lett tatarozva és a falak lefestve. Ezt a munkát gyülekezeti közadakozásból végezték.
2013-ban a templom tető bádogzatát festették le ugyancsak gyülekezeti közadakozásból.
2015-ben a templomajtókat és nyílászárókat cserélték le a hívek adományaiból.
2016-ban a templom belülről lett teljesen felújítva. A padok, falak lefestve, új csillárokat és lámpatesteket vásároltak, valamint a teljes elektromos hálózatot kicserélték. Ezt a munkát a Román Kultuszminisztériumtól nyert pályázati pénzből és a gyülekezeti tagok adományaiból sikerült megvalósítani. Ugyancsak ebben az évben új futószőnyegek és perzsaszőnyegek lettek vásárolva egyik presbiter jóvoltából. A gyülekezet nőszövetsége új karzat-, pad-, szószék- és úrasztali terítőket hímeztetett a saját költségükén.
2017-ben kicserélték a padokat,a padok alatti padlózatot, a Mózes széket, a karzatok mellvédeit. (Ezt a nagyméretű beruházást a Román Kultuszminisztériumtól nyert pályázati pénzből fedezték.)
2018 tavaszán a padok fűtését oldották meg, pályázati pénzekből. Ezt megelőzően, háromfázisú elektromos áramot vezettek be a templomba, a gyülekezet költségén. 2018 novemberében a templomtető faszerkezetét erősítették meg és új bádoglemez borítást kapott a templom épülete. Ezt a munkát szintén a Román Kultuszminisztériumtól nyert pályázati pénzből fedezték és nem utolsósorban a hívek adományaiból.
2019 november végén villamosították a három harangot a pályázati pénzből és a hívek adományából.
2020-ban a templom tornyán lévő bádogot festették le szintén a Román Kultuszminisztériumtól elnyert pályázati összegből.
2021-ben nem történtek semmilyen felújítási munkálatok a templomon, viszont a parókia és a parókia udvara, illetve a templomkert felújításának folyamatai folytatódtak.
2022-ben a templom külső falát szeretnék bevakolni azokon a részeken ahol már leesett vagy málladozik a vakolat, illetve szeretnék a templom alapját kijavítani és lefesteni.
A gyülekezeti élet aktív. A nőszövetség tagjai többek között, csigatészta készítéssel foglalkoznak. A gyülekezet kórusa ünnepi alkalmakon énekekkel dicséri a Magasság Istenét. A vallásórás gyerekek részt vesznek bibliavetélkedőkön. Jelenleg a szaniszlói református gyülekezet 260 lelket számlál.
Szaniszlói Református egyházközség lekipásztorainak névsora / az egyház levéltári feljegyzései alapján Sallai Mihály 1765-től, Göde Ferenc 1774-től, Túri Ferencz 1778. április 26.-tól, Becsey István 1781. április 18.-tól, Bara Gergely 1792. április 20.-tól, Portsám József 1795. május 16.-tól, Tamásy Sámuel 1797. április 27.-től, Sallai János 1804. május 16.-tól, Lakatos János 1806. április 27.-től Sarkadi Nagy Mihály 1810, május 20.-tól, Hunyadi Ferencz 1837. május 13.-tól/ + meghalt Szaniszlón, Szikszai József 1842. december 1-től Pap Lajos 1858 május 1.-től – 1880. május 10-ig / + meghalt Szaniszlón, Kémeri Ödön 1880. szeptember 4.-től – 1884. január 11./ + meghalt Szaniszlón Berey József 1884. szeptember 4.-től – 1888.-ig / Nagyecsedre költözik, Debreceni Károly 1888. április 24.-től – 1892. május 27.-ig Takács Ferenc 1892. augusztus 22.-től – 1932.-ig/ + meghalt Szaniszlón, Szabó Tibor 1932. októberétől – 1935.-ig, Kiss Ferenc 1935. júliusától – 1974. októberéig Dudás Ferenc 1974. december 1.-től – 1990. július 22.-ig/ Magyarországra költözik, Fórizs Károly 1990. augusztus 1.-től – 2010. –ig/ + meghalt Szaniszlón Zsákai Norbert 2011. január 1.-től – 2013. december 31.-ig, Balla Árpád 2014.-től napjainkig.

### Ortodox templom
- A „Szent Mihály és Gábor Arkangyalok” ortodox templom mai képét az 1910-ben lezajlott restaurálási munkálatok nyomán nyerte el. Az átfogó munkálatokat az akkori lelkész, Alexa Pop kezdeményezte. A falu régi, 1768-1775-ben épült görög katolikus temploma, ugyanazon a telken állt. Szűk háromszögű orommező és az egész épület szerkezete a máriapócsi kegytemplom mintáját követi, amely a környék görög katolikus híveinek legjelentősebb zarándokhelyeként meghatározó volt ilyen szempontból. Az átalakítási munkálatokat végző műépítész, az olasz származású, Belényesen tevékenykedő Puia Giovanni volt. A templom belső festését többször megújították, legutóbb 1985- ben, ikonosztázionja viszont az 1913-ban készült eredeti darab maradt.

### Keresztyén Cigánymisszió Alapítvány
- Az alapítvány 1998. alakult meg. Alapítója Kőszegi Dániel aki az alapítvány létrehozásával alapvetően belső késztetésnek tett eleget. Szaniszlón 2012-ben adták át a baptista imaházat. Az alapítvány a roma közösséget karolja fel, közöttük hirdetik Isten Igéjét. A 60-70 lelket számláló a gyülekezetben aktív vallási élet folyik. A tanító, nevelő munka is elengedhetetlen része küldetésüknek. Minden korosztályt szükséges tanítani, hiszen még ma is nagyon sokan írni olvasni sem tudnak. Óvodáik és iskoláik azt a célt szolgálják, hogy ezen a helyzeten lehetőségeikhez mérten változtatni tudjanak. A hollandiai Gypsy Missions Foundation anyagi támogatása eredményeként egy sikeres After School programot szerveztek Szaniszlón 2015-ben . Az After School program valójában 30 gyerek részvételével indult két csoportban, a program jól működik.Napi rutinuk imával kezdődik, majd a gyerekek ebédet kapnak. Ebéd után kezdődik a tanulás, a leckeírás, matematikai gyakorlatok megoldása, olvasás, tanulás. Aztán jön a várva várt szünet. Szünet után szabad foglalkozások várják a gyerekeket, mint a rajzolás, gyurma, origami, ragasztás. De a játék nem maradhat ki az életünkből. Sport, logikai játékok, nyelvtörés, színezés is szerepel programunkban. A nevelők odafigyelnek az évszakokra és az ünnepekre is, ennek megfelelően tanítanak dalokat, verseket gyermekeknek. Minden hétfőn a vallásórák elmélyíthetik a gyerekek hitét, új ismereteket szerezhetnek a Bibliáról.

### Vermes mocsár
- Szaniszló falu határában terül el a Vermes mocsár, mely a felső pleisztocénben kialakult Ér síkság kontinentális dűneközeibe ékelődött bő vízutánpótlású lápos terület. Az itt létrehozott növénytani rezervátum flórája igen sok növényi ritkaságot, maradványfajt vagy reliktumot tartalmaz, melyek a korábbi földtörténeti korok vegetációjának emlékét őrzik. A terület ugyanakkor jelentős költőhelye az itt élő madárfajoknak. A Vermes vegetációját az itt található homokdűnék magassága, és ezáltal a talajvíz mélysége határozza meg. A dűneközi mocsaraktól, kisebb nyílt vizektől a dűnék tetejét benépesítő száraz gyepekig igen változatos élővilág fordul itt elő. Különleges jelentősége abban áll, hogy számos jégkorszaki növényi maradványfaj maradt itt fenn, mint a lápi nádtippan vagy a rostostövű sás. A Vermes láp más, az ország területén ritka növényfajoknak is az élőhelye, pl. egy húsevőnövényé, (hólyagos aldrovanda – Aldrovanda vesiculosa), a fényes kutyatejé, a mocsári békaliliomé, a keskenylevelű gyapjúsásé, a fehér tavirózsáé, a poloskaszagú kosboré (Orchis coriphora), mely az egyik legszebb orchideafajunk, vagy a serevényfűzé. A terület állatvilága is igen figyelemreméltó. Fészkelő faj itt a sárszalonka, a sűrű bozótosban a récefélék, vörös gém, bölömbika, bakcsó, szárcsa, barna rétihéja, énekes nádiposzáta fészkel; a mocsár szélét övező erdőkben pedig egerészölyv tanyázik. Úgyszintén ezekben az erdőkben azonosítottak egy igen nagy egyedszámú sárgarigó populációt – ennek a fajnak az egyedszáma jelentősen lecsökkent az egész ország területén sőt még európai szinten is. Ennek a lápos vidéknek gazdag a kétéltű és hüllő faunája is. A védett területen, mely növénytani és állattani rezervátum egyaránt, számos negyedidőszaki reliktum faj és egyéb ritka növényfajt találtak, Romániában egyedül itt észleltek nagy goda (Gallinago gallinago) fészkelőhelyet.